# 明翼鱗葉蘚
明翼鱗葉蘚（学名：Taxiphyllum alare）为灰蘚科鱗葉蘚屬下的一个种。